# حديقة جزر فيرجن الوطنية
حديقة جزر فيرجن الوطنية هي حديقة وطنية أمريكية تحافظ على حوالي 60 ٪ من مساحة أرض سانت جون في جزر العذراء الأمريكية ، بالإضافة إلى أكثر من 5,76 كم مربع من المحيط المجاور ، وكل جزيرة هاسيل تقريبًا ، قبالة شارلوت أمالي ، في ميناء سانت توماس . تأسست الحديقة من قبل الكونغرس الأمريكي في 1956 للحفاظ على النباتات و الحيوانات من أجل تشجيع السياحة. تشتهر بقاع البحر وغاباتها الاستوائية. تغطي الحديقة حوالي 60 ٪ من جزيرة سانت جون . يتلقى زيارات من حوالي 725،000 زائر كل عام.
بالقرب كبير الأعشاب نجيل بحري ، ومئات من الأمتار من شعاب مرجانية الطبيعية، هذه الحديقة هي موطن لواحدة من أولى كبيرة شعاب اصطناعي التي بنيت في الولايات المتحدة في عام 1960 باستخدام 800 كتلة خرسانية مغمورة بعمق 9 أمتار في Little Lameshur Bay ، وبفضل ذلك ظهر في عام 1981 أن الدراسات على الشعاب الاصطناعية الصغيرة أو الشعاب الطبيعية لا يمكن أن تتوقع السلوك عن طريق الاستقراء ومصلحة الشعاب الاصطناعية الكبيرة ، خاصة فيما يتعلق بقدرتها على إيواء مجمعات من الأنواع المشف .

## معرض الصور

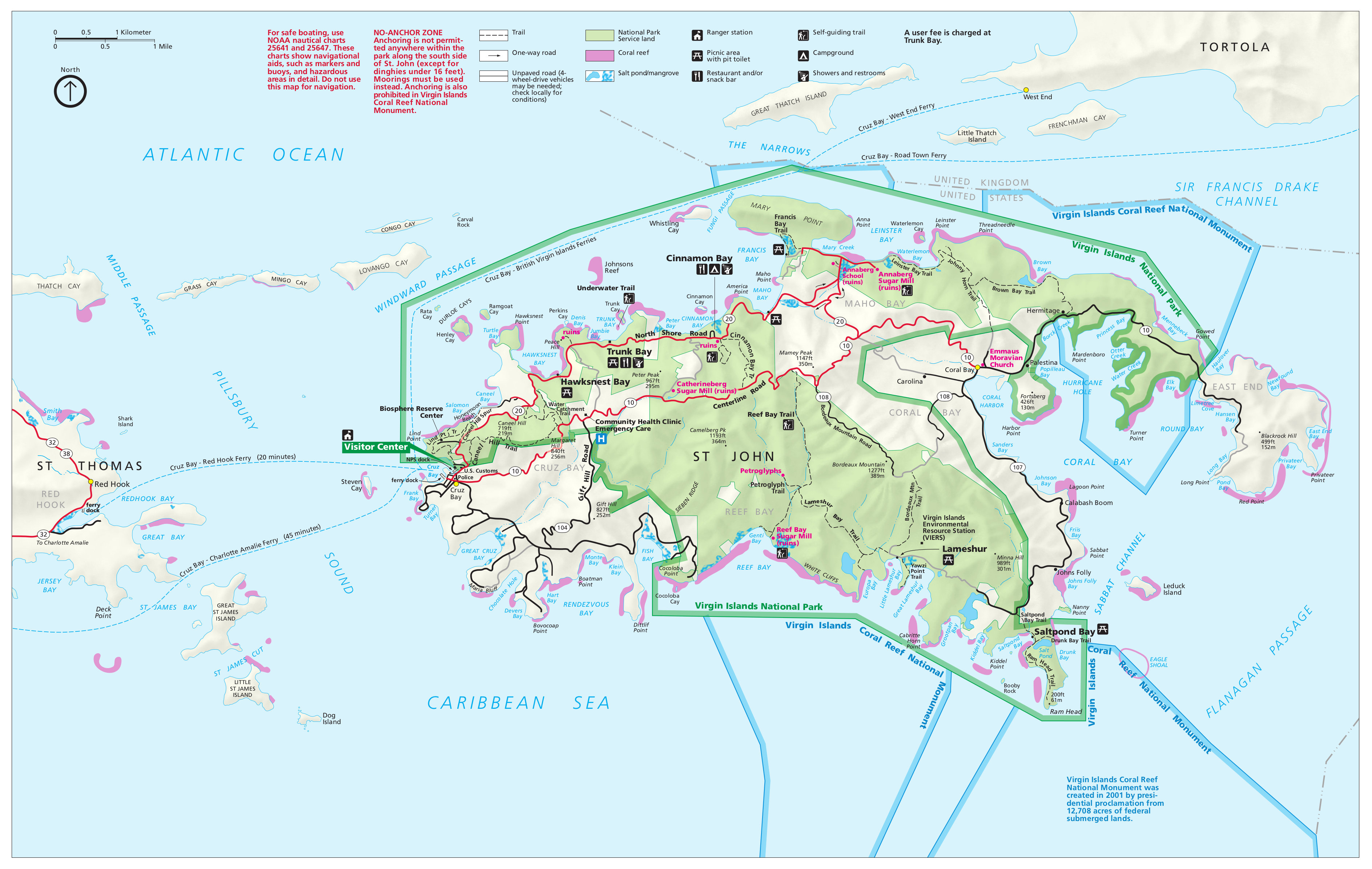
خريطة الحديقة (انقر على الخريطة للتكبير)

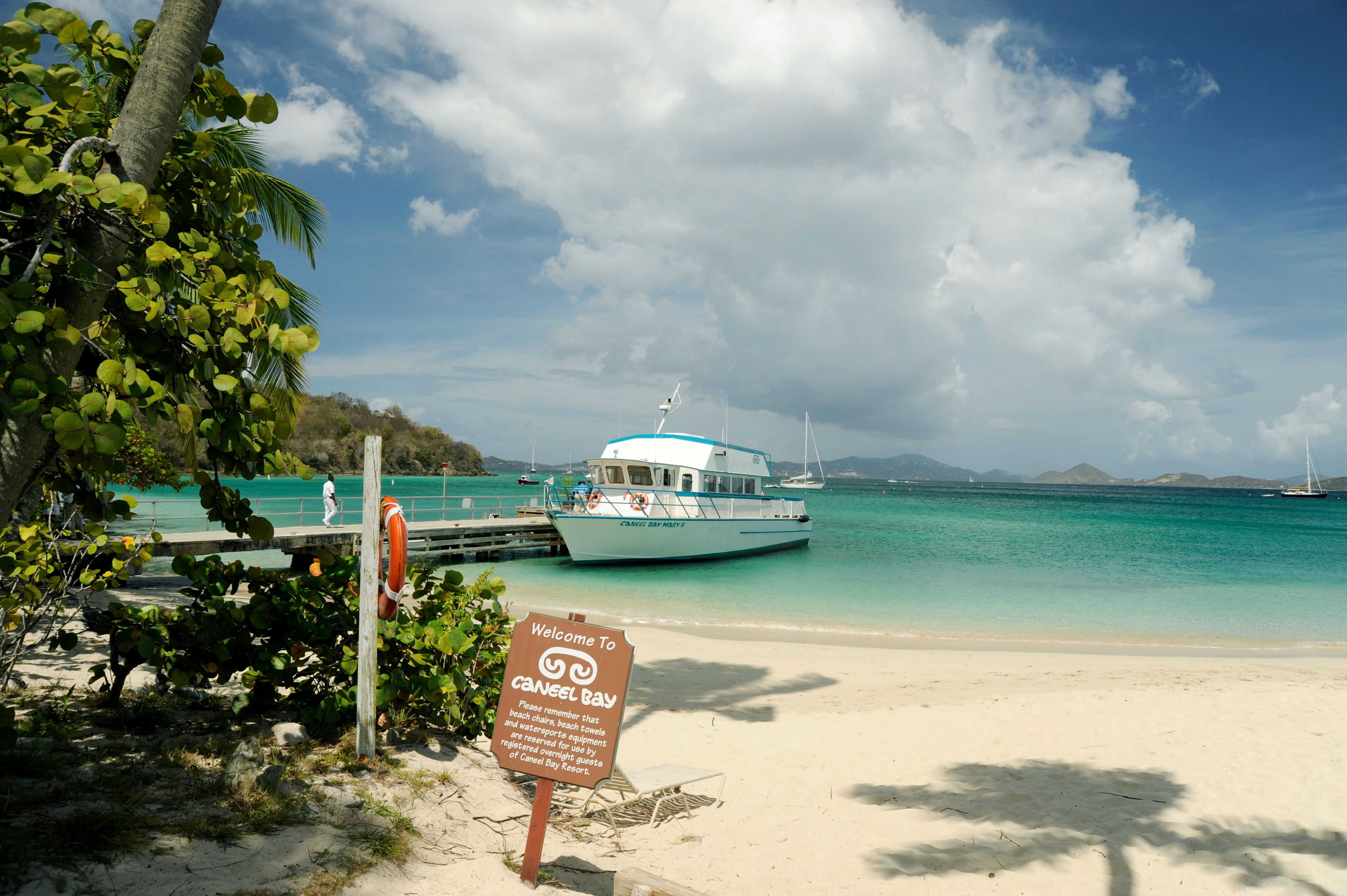
خليج كانيل

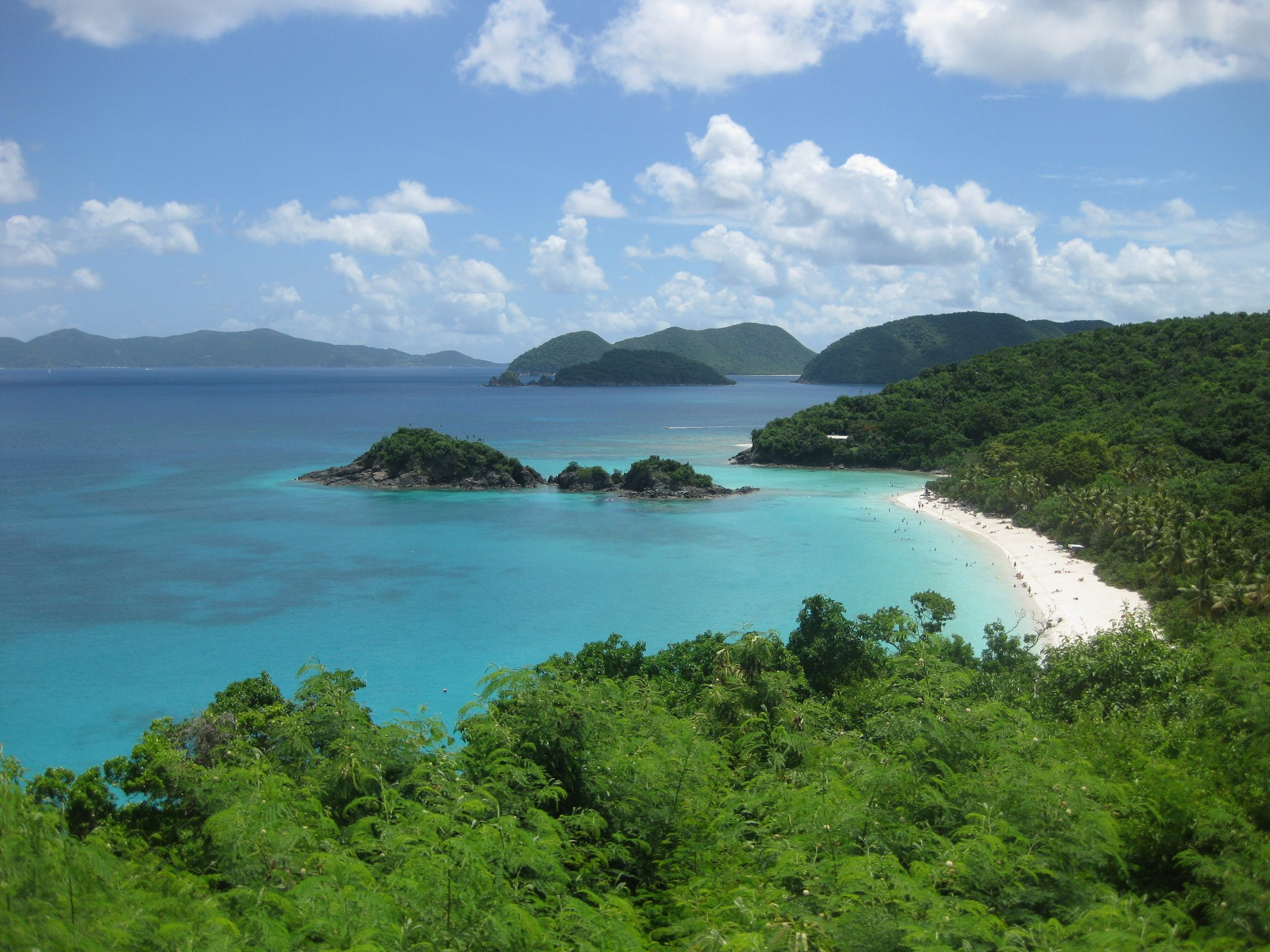
خليج ترانك

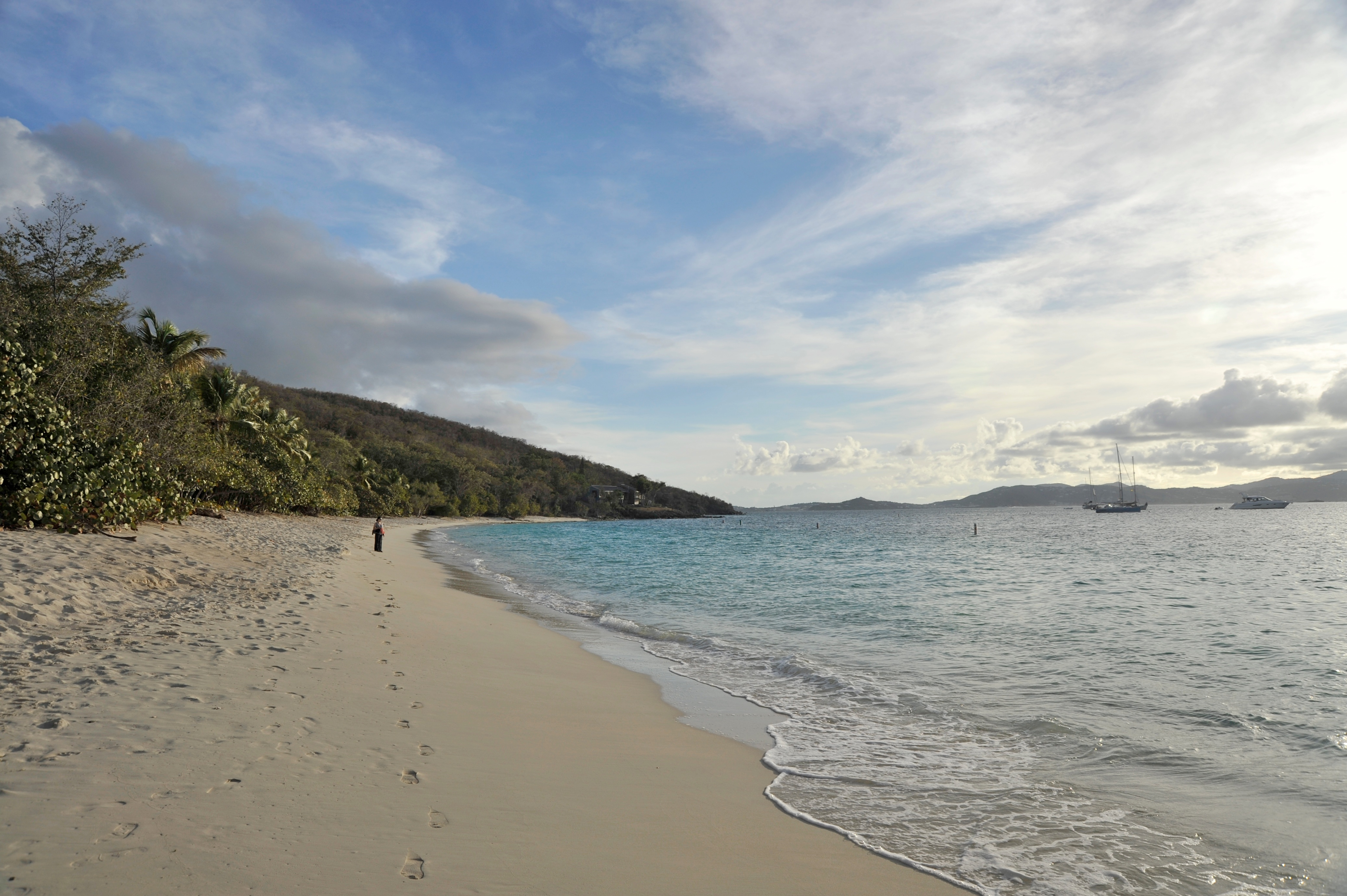
شاطئ شهر العسل

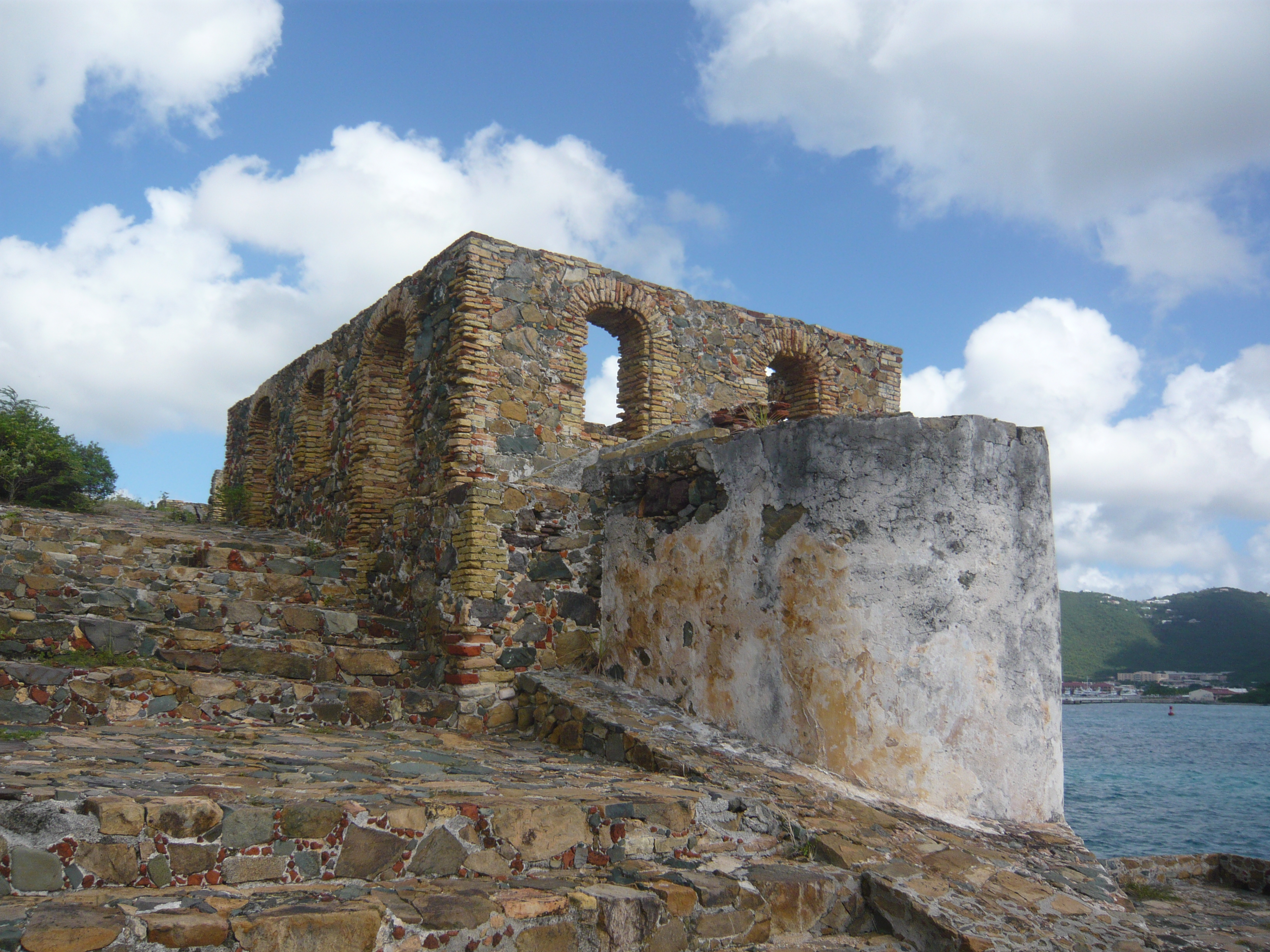
فورت ويلوبي ، جزيرة هاسيل

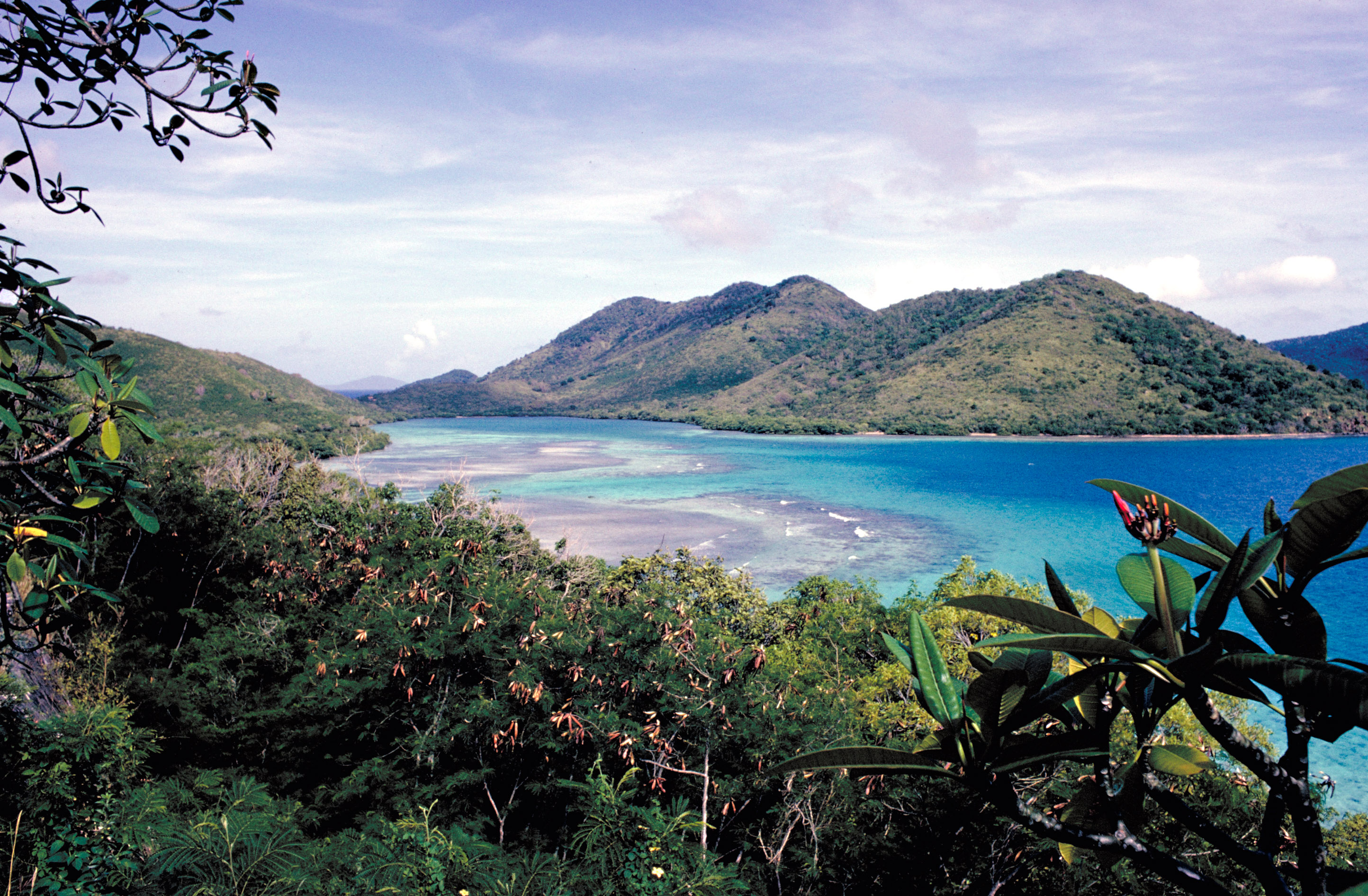
ماري بوينت من أنابيرج